# 璧泉街道
璧泉街道，是中华人民共和国重庆市璧山区下辖的一个乡镇级行政单位。

## 行政区划
璧泉街道下辖以下地区：
文风社区、南关社区、牛角湾社区、双狮社区、华龙社区、鹰嘴村、大岚村、团堡村、养鱼村、虎峰村、新胜村和观音村。